# 아마레토 (술)

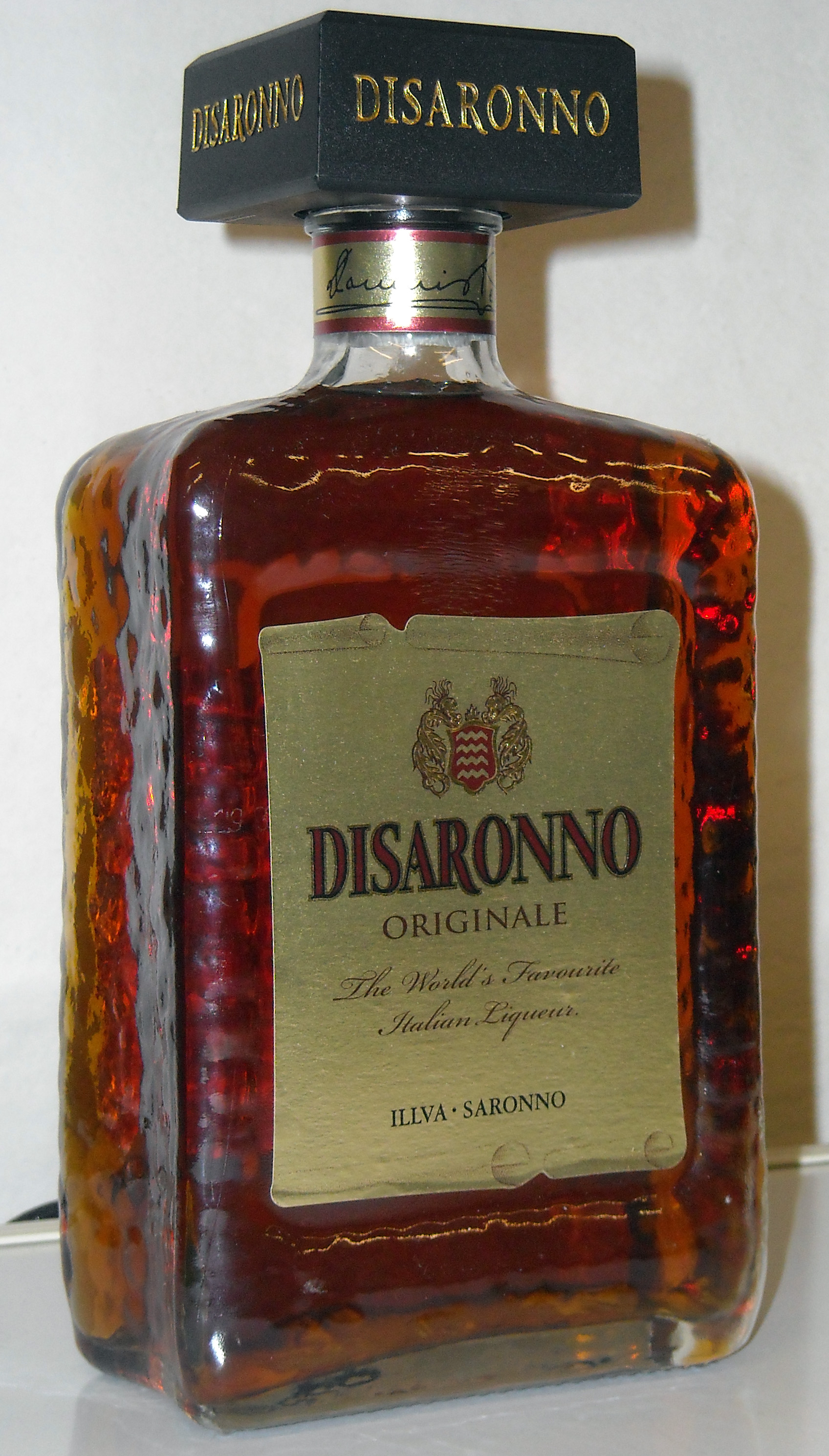
아마레토 디사론노

아마레토는 이탈리아의 증류주로, 아몬드 향이 나며 달콤한 맛의 술이다. 이 술은 살구나 아몬드 씨로 만들어지며, 두 가지를 동시에 사용하기도 한다.

## 어원
아마레토는 이탈리아어로 "쓴 맛"을 의미하는 amaro에서 온 지소사로, 이는 쓴 아몬드, 혹은 핵과(복숭아, 자두 등)의 씨를 일컫는 만돌라 아마라에 의한 특징적인 맛을 일컫는다. 그러나, 이 쓴 맛은 불쾌한 쓴 맛이 아니며, 이 맛은 최종 단계에서 감미료에 의해서 향상되기도 하는데, 때때로 단 아몬드가 쓰이기도 한다. 그러므로, 아마레토의 이름은 '약간 쓴'이라는 아마레토의 맛을 설명한다고 말할 수 있다. 또한 이탈리아어로 사랑을 의미하는 amare(동사) amore(명사) 역시 이름과 연관되어있다고 볼 수 있다.아마레토는 다른 이탈리아 술인 아마로와 혼동되는 경우가 있는데, 아마로는 허브로 주조한 술로, 단 맛이 더해지긴 했지만 강한 쓴 맛을 지니고 있다.

## 표기 및 한국내 일부 번역 오류
아마레토는 이탈리아 표기법에 따라 아마레토라고 읽어야 함에도 불구하고, 일부 번역물, 특히 일본어 번역 서적의 경우 아마레토를 '아말레드'라고 표기하는 등의 오류를 종종 발견할 수 있다. 대표적인 사례로 김난주가 번역한 에쿠니 가오리의 냉정과 열정사이 Rosso에서도 주인공이 아말레드를 마시고 있다고 하는 오역이 책 전반에 걸쳐 반복되는데, 이는 아마레토를 지칭한다.